# Remanso
Remanso é um município brasileiro no interior do estado da Bahia, às margens do Rio São Francisco, na microrregião de Juazeiro. A cidade original foi inundada pelo Lago de Sobradinho, formado pela Usina Hidrelétrica de Sobradinho, tendo sido uma nova cidade construída às margens do lago, para realocação dos antigos moradores. Fica a 720 quilômetros de Salvador.

## História
A região era primitivamente habitada pelos indígenas acoroazes. No começo do século XVII, o território integrava a sesmaria do Conde da Ponte. O povoamento se iniciou no final do século XVIII, na fazenda “Arraial”, pertencente a Manonel Félix da Veiga e arrematada por Joaquim José Gonçalves, em 1829. Estabeleceram-se ali famílias retirantes de Pilão Arcado, onde haviam lutas armadas entre Guerreiros e os Militão. A fertilidade do solo e a pesca contribuíram para a fixação dos colonos, que formaram o Arraial de Nossa Senhora do Remanso.
Em 1857, transferiu-se para ele a sede de Pilão Arcado, criando-se o município de Nossa Senhora do Remanso de Pilão Arcado.
Simplificou-se a denominação para Remanso em 1900, com a elevação da vila à cidade. O topônimo está ligado ao fato de as águas do Rio São Francisco correram vagarosamente, ficando como que paradas, naquele trecho.
Pelo decreto federal nº 10/77, de 28 de janeiro de 1977, a sede municipal foi transferida para local distante sete quilômetros da cidade velha, inundada pelas águas da Barragem de Sobradinho, no Rio São Francisco. Teve assim, o município, um quarto do seu território inundado e a nova cidade planejada e construída pelo Governo Federal.

## Geografia
Segundo dados do Instituto Nacional de Meteorologia (INMET), referentes ao período de 1961 a 1970, 1973 a 1975 e a partir de 1978, a menor temperatura registrada em Remanso foi de 10,4 °C em 2 de junho de 1964, e a maior atingiu 41 °C em 29 de outubro de 1963. As temperaturas também superaram os 40 °C em outras duas ocasiões, sendo elas nos dias 8 de novembro de 1961 e 19 de outubro de 1963, ambas com máxima de 40,4 °C. O maior acumulado de precipitação em 24 horas foi de 148,4 milímetros (mm) em 18 de março de 1963. Outros grandes acumulados iguais ou superiores a 100 mm foram 124,5 mm em 26 de dezembro de 1968, 119,4 mm em 30 de novembro de 1992, 116,2 mm em 22 de março de 1997, 116 mm em 19 de abril de 1967, 113,4 mm em 13 de abril de 1985, 106,6 mm em 24 de janeiro de 2004 e 104,6 mm em 16 de março de 1984.
| Dados climatológicos para Remanso | Dados climatológicos para Remanso | Dados climatológicos para Remanso | Dados climatológicos para Remanso | Dados climatológicos para Remanso | Dados climatológicos para Remanso | Dados climatológicos para Remanso | Dados climatológicos para Remanso | Dados climatológicos para Remanso | Dados climatológicos para Remanso | Dados climatológicos para Remanso | Dados climatológicos para Remanso | Dados climatológicos para Remanso | Dados climatológicos para Remanso |
| Mês | Jan                               | Fev                               | Mar                               | Abr                               | Mai                               | Jun                               | Jul                               | Ago                               | Set                               | Out                               | Nov                               | Dez                               | Ano                               |
| --- | --------------------------------- | --------------------------------- | --------------------------------- | --------------------------------- | --------------------------------- | --------------------------------- | --------------------------------- | --------------------------------- | --------------------------------- | --------------------------------- | --------------------------------- | --------------------------------- | --------------------------------- |
| Temperatura máxima recorde (°C) | 38,4                              | 38,6                              | 38,8                              | 37,8                              | 37,4                              | 36                                | 36,4                              | 38                                | 38,6                              | 41                                | 40,4                              | 39,8                              | 41                                |
| Temperatura máxima média (°C) | 32,3                              | 32                                | 31,8                              | 31,7                              | 31,3                              | 30,6                              | 30,3                              | 31,2                              | 32,8                              | 34                                | 33,3                              | 32,5                              | 32                                |
| Temperatura média compensada (°C) | 27,1                              | 26,7                              | 26,7                              | 27                                | 26,4                              | 25,4                              | 25,4                              | 25,7                              | 26,8                              | 28,2                              | 28,1                              | 26,9                              | 26,7                              |
| Temperatura mínima média (°C) | 22,7                              | 22,5                              | 22,8                              | 23                                | 22,5                              | 21,6                              | 20,8                              | 20,8                              | 22,2                              | 23,3                              | 23,3                              | 22,7                              | 22,4                              |
| Temperatura mínima recorde (°C) | 14,6                              | 16,2                              | 18                                | 17,7                              | 16,5                              | 10,4                              | 13,5                              | 15                                | 15,9                              | 18                                | 18,2                              | 17,4                              | 10,4                              |
| Precipitação (mm) | 113,4                             | 102,6                             | 121,6                             | 60,3                              | 6,1                               | 2                                 | 0,8                               | 0,4                               | 2,7                               | 19                                | 76                                | 74                                | 578,9                             |
| Dias com precipitação (≥ 1 mm) | 6                                 | 6                                 | 7                                 | 4                                 | 1                                 | 1                                 | 0                                 | 0                                 | 0                                 | 1                                 | 5                                 | 6                                 | 37                                |
| Umidade relativa compensada (%) | 66,7                              | 68                                | 69,7                              | 67,9                              | 63,8                              | 62,2                              | 60,5                              | 57                                | 54,4                              | 54,3                              | 60,2                              | 64,3                              | 62,4                              |
| Insolação (h) | 237,8                             | 210                               | 214,6                             | 245,1                             | 271,4                             | 261,3                             | 293,5                             | 305,6                             | 298,5                             | 288,9                             | 251,1                             | 226,5                             | 3 104,3                           |
| Fonte: Instituto Nacional de Meteorologia (INMET) (normal climatológica de 1991-2020; recordes de temperatura: 01/01/1961 a 31/12/1970, 01/01/1973 a 31/08/1975 e 01/11/1978-presente) |                                   |                                   |                                   |                                   |                                   |                                   |                                   |                                   |                                   |                                   |                                   |                                   |                                   |

## Administração

### Poder executivo

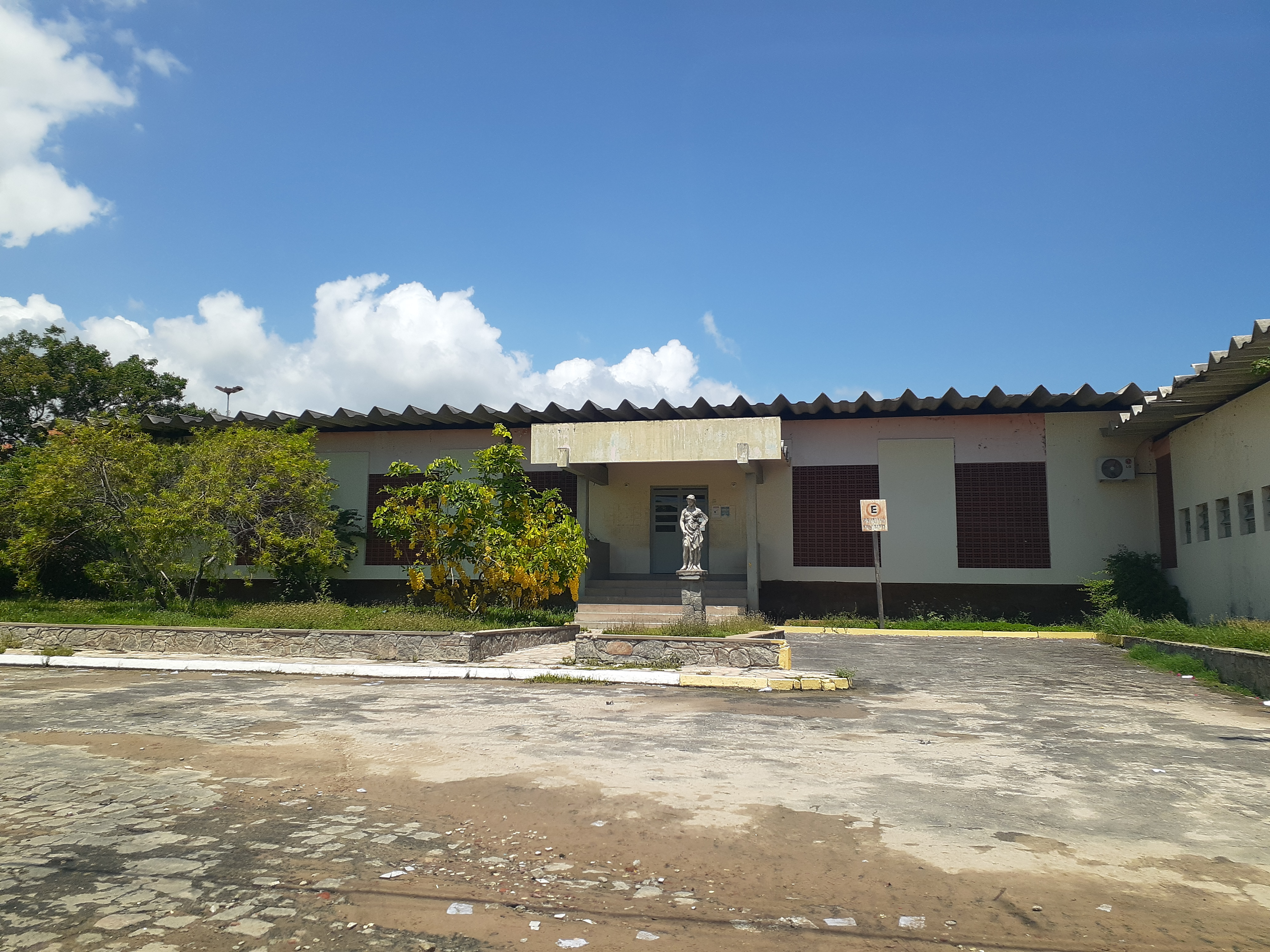
Prefeitura Municipal de Remanso

Está no cargo de prefeito, Marcos Carvalho Palmeira, do PC do B, junto ao vice-prefeito, Alair Rodrigues Paes Landim, do PT.

### Poder legislativo
O presidente da câmara eleito para o biênio 2025/2026, é o vereador Ocimar Moura do PP, junto ao vice-presidente, o vereador Marcelo da Banca do PC do B. 

#### Vereadores:[13][14]
Os vereadores são eleitos por meio de sistema proporcional de lista aberta. As vagas são distribuídas pelos partidos proporcionalmente ao total de votos para vereador de cada partido (somando os votos em legenda e os votos nominais em todos os candidatos do partido). Cada bancada partidária é então ocupada pelos candidatos de acordo com a ordem dos mais votados do partido. Atualmente a câmara municipal de Remanso possui ao total 13 cadeiras. 
A seguir está a lista dos vereadores em exercício com os nomes registrados na câmara, o partido ao qual são filiados e a quantidade de votos que receberam na eleição de 2024.
| Vereadores em exercício (2025-2028) | Vereadores em exercício (2025-2028) | Vereadores em exercício (2025-2028) | Vereadores em exercício (2025-2028) | Vereadores em exercício (2025-2028) |
| Candidato(a)                        | Partido                             | Votação                             | Votação                             | Notas                               |
| Candidato(a)                        | Partido                             | Porcentagem                         | Total                               | Notas                               |
| ----------------------------------- | ----------------------------------- | ----------------------------------- | ----------------------------------- | ----------------------------------- |
| Edison Sapinho                      | PSD                                 | 7.19%                               | 1 859                               | Eleito                              |
| Geovane Passos                      | PC do B                             | 5,96%                               | 1 542                               | Reeleito                            |
| Pedro Rosal                         | PSD                                 | 5,29%                               | 1 369                               | Eleito                              |
| Ocimar Moura                        | PP                                  | 4,60%                               | 1 189                               | Reeleito                            |
| Roberão                             | PC do B                             | 4,20%                               | 1 086                               | Reeleito                            |
| Dr. Cristiano                       | PSD                                 | 4.19%                               | 1 083                               | Reeleito                            |
| Marcos Brito                        | PSD                                 | 3,88%                               | 1 003                               | Eleito                              |
| Luiz do Sérgio                      | PC do B                             | 3,86%                               | 998                                 | Reeleito                            |
| João do Pinga Pinga                 | PC do B                             | 3,44%                               | 889                                 | Eleito                              |
| Marcelo da Banca                    | PC do B                             | 3,35%                               | 866                                 | Reeleito                            |
| Candinho do Sec                     | PP                                  | 2,90%                               | 751                                 | Eleito                              |
| Carlos Castro                       | PSD                                 | 2,88%                               | 744                                 | Reeleito                            |
| Ertinho do Peixe                    | PP                                  | 2,80%                               | 723                                 | Eleito                              |

### Secretários municipais[15][16]
A prefeitura é composta por 19 secretarias. 
| Titular                                                   | Secretaria |
| --------------------------------------------------------- | --- |
| Cristiano Oliveira Teixeira                               | Chefe de gabinete                                                                                             |
| Tamires Caroline Antunes Figueiredo Braga                 | Controladoria geral                                                                                           |
| Gabriela Gomes Vidal                                      | Procuradoria geral                                                                                            |
| Valnei Oliveira Costa                                     | Secretaria da infância, Juventude e Inclusão Social; Secretaria do trabalho,renda, eventos,cultura e turismo. |
| Samuel Ferreira de Souza                                  | Secretaria de agricultura, pecuária e pesca.                                                                  |
| Karla Sumaia Cruz Palmeira                                | Secretaria de desenvolvimento social, mulher, juventude e diversidade.                                        |
| Neila Regina Coelho Régis                                 | Secretaria de educação                                                                                        |
| José Rodolfo Carvalho Palmeira                            | Secretaria de obras e desenvolvimento urbano                                                                  |
| Maria Luiza Castro Cruz                                   | Secretaria de administração, planejamento e gestão de pessoas                                                 |
| Antônio Jenuário de Moura Neto                            | Secretaria de saúde                                                                                           |
| Alair Rodrigues Paes Landim                               | Secretaria de esporte                                                                                         |
| Pedro Alves da Costa                                      | Secretaria de desenvolvimento rural                                                                           |
| Arivaldo Ribeiro de Souza                                 | Secretaria do interior e meio ambiente                                                                        |
| Larissa Guariroba Ribeiro                                 | Secretaria especial de gestão                                                                                 |
| Alyne Sales Alves Santana                                 | Secretaria de segurança pública e trânsito                                                                    |
| Adriano Paes Landim                                       | Secretaria de governo                                                                                         |
| Antonio Joaquim Martins Silva de Oliveira Cavalcante Leão | Assessoria de comunicação                                                                                     |
| Wanderson Alves dos Santos                                | Secretaria de finanças e da fazenda                                                                           |

### Administração doServiço Autônomo de Água e Esgoto[18]
O corpo administrativo do SAAE é comissionado, portanto, escolhido e organizado pelo prefeito municipal. Está no cargo de diretor-presidente do SAAE, Humberto Santos de Almeida, junto ao diretor adjunto, José James Martins Muniz.

### Prefeitos e intendentes
- Marcelino Ribeiro
- Carlos Ribeiro
- Landulfo Guanais Pereira
- José Vilaça de Carvalho
- Décio Castelo Branco
- Estandislau Moura de Castro
- Eurico Guanais Pereira
- Antonio Nunes de Azevedo
- Lindolfo Estrela
- Candido de Albuquerque Coelho
- Decilio Castelo Branco
- Olimpio Campinho
- Job Ferreira Braga
- Fernando da Silva Braga
- Renato Afonso Ribeiro Rosal
- Carlos Antônio Ferreira de Castro
- Celso Silva e Souza
- José Clementino de Carvalho Filho

## Comunicação

### Mídia e telecomunicações

#### Operadoras
Operadora de telefonia fixo
- TIM
- Claro
- Embratel
- Vivo

Operadoras de telefonia móvel
- TIM
- Claro
- Vivo
- Correios Celular

### Agências bancárias
- Banco do Brasil[21]
- Bradesco
- Caixa Econômica Federal
- Banco BRB
- Banco24Horas

### Emissoras de radiodifusão

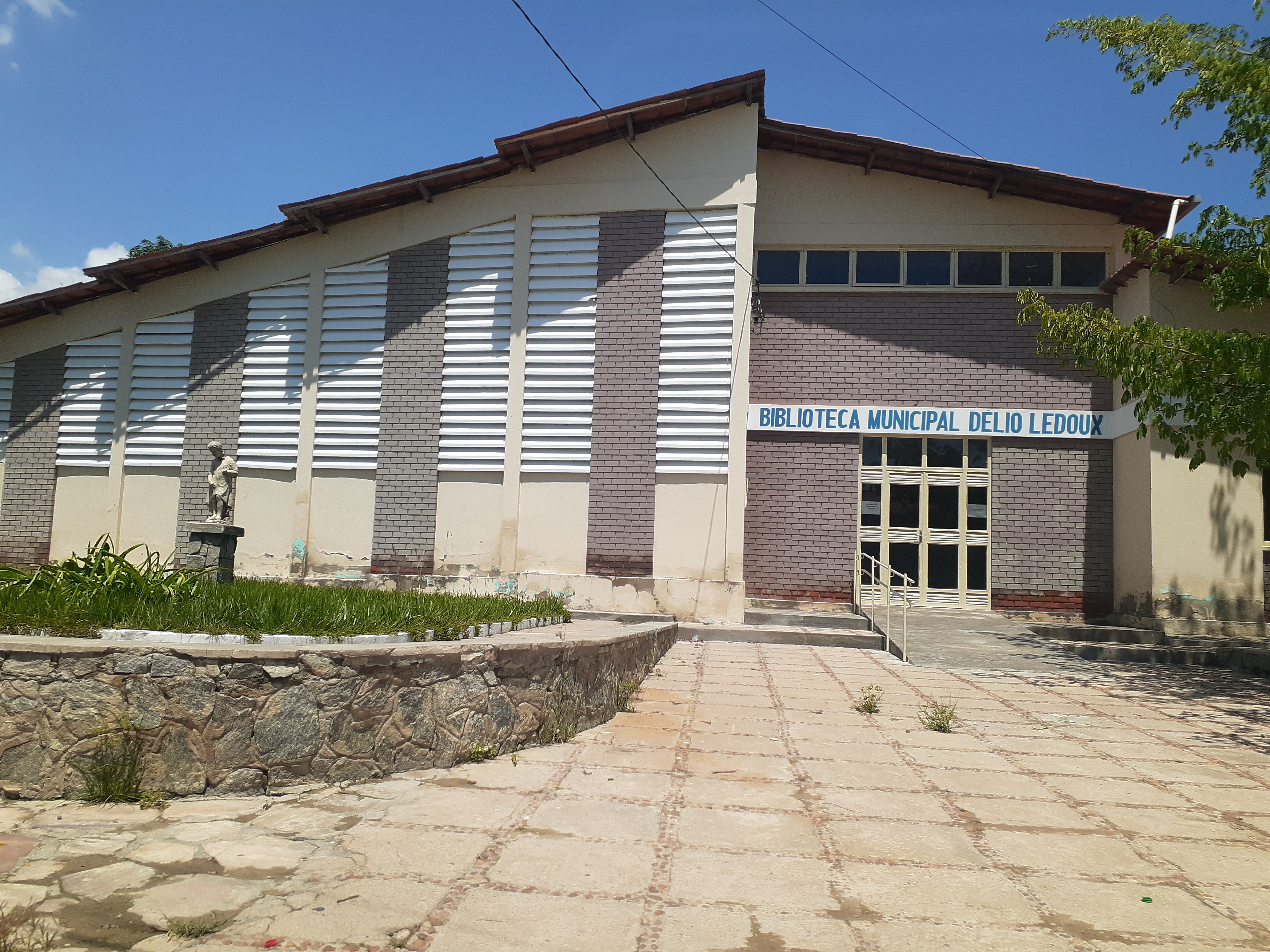
Biblioteca Municipal Délio Ledoux em Remanso.

| Emissora                             |
| ------------------------------------ |
| Rádio Comunitária Zabelê FM 87.9 MHz |
| Rádio Sociedade da Bahia FM 88.5 MHz |

## Educação
Em 2021, os alunos dos anos inicias da rede pública da cidade tiveram nota média de 4.3 no IDEB. Para os alunos dos anos finais, essa nota foi de 3.9. Na comparação com cidades do mesmo estado, a nota dos alunos dos anos iniciais colocava esta cidade na posição 303 de 417. Considerando a nota dos alunos dos anos finais, a posição passava a 218 de 417. A taxa de escolarização (para pessoas de 6 a 14 anos) foi de 96.3 em 2010. Isso posicionava o município na posição 322 de 417 dentre as cidades do estado e na posição 4359 de 5570 dentre as cidades do Brasil. Remanso também conta com o Centro de Atendimento Educacional Especializado (CAEE) que visa atividades multidisciplinares, além de trabalhar o pedagógico, a saúde e a educação das crianças. O contato direto com os diretores, professores, médicos, fonoaudiólogos e psicólogos que atendem os alunos é o diferencial do atendimento especializado.
| Taxa de escolarização de 6 a 14 anos de idade [2010]            | 96,3 % |
| IDEB – Anos iniciais do ensino fundamental (rede pública)[2021] | 4.3    |
| IDEB – Anos finais do ensino fundamental (rede pública) [2021]  | 3.9    |
| Matrículas no ensino fundamental[2021]                          | 6.374  |
| Matrículas no ensino médio [2021]                               | 1.535  |
| Docentes no ensino fundamental [2021]                           | 397    |
| Docentes no ensino médio [2021]                                 | 73     |
| Número de estabelecimentos de ensino fundamental [2021]         | 76     |
| Número de estabelecimentos de ensino médio [2021]               | 4      |

Remanso possui escolas particulares, públicas e estaduais, tendo o ensino primário ao médio. As instituições de ensino no município estão bem adaptadas a receberem crianças, adolescentes e adultos com necessidades especiais.
Os colégios municipais e estaduais da cidade também ofertam o ensino EJA (Educação de Jovens e Adultos).
| Escolas(sede)                                        | Ensino                                               |
| ---------------------------------------------------- | ---------------------------------------------------- |
| Colégio Municipal Ruy Barbosa                        | Fundamental II e EJA                                 |
| Escola Girassol                                      | Primário, Fundamental, Médio                         |
| UNIFAN (Colégio de Aplicação Alfredo Nasser)         | Primário, Fundamental I e II e Médio                 |
| Colégio Municipal Eraldo Tinoco Melo                 | Fundamental II e EJA                                 |
| Escola Municipal Professora Diomar Martins           | Fundamental I                                        |
| Colégio Estadual Profª. Irene de Souza Araújo        | Fundamental II e Médio                               |
| Colégio Estadual Reitor Edgard Santos                | Médio e Educação Profissionalizante, EJA             |
| Colégio Municipal Dep. Theódulo Albuquerque          | Fundamental I e II, EJA                              |
| Escola Municipal Infantil Criança Feliz              | Primário, Fundamental I                              |
| Escola Municipal Infantil Olga Dias Almeida          | Educação Infantil                                    |
| Escola Municipal Professora Iracy Ferreira de Castro | Fundamental I                                        |
| Escola Municipal Profª Florinda Silva Castelo Branco | Educação Infantil                                    |
| Escola Vitória Régia                                 | Educação Infantil, Fundamental I e II e Ensino Médio |
| Escola Municipal Infantil Pequeno Príncipe           | Educação Infantil                                    |
| Associação São José de Remanso                       | Educação Infantil                                    |
| Escola Municipal Profª Alice Dantas                  | Fundamental I                                        |
| Escola Municipal Isolina Nunes Barbosa               | Fundamental I                                        |
| Escola Municipal Demostenes Guanaes                  | Fundamental I                                        |
| Escola Municipal Wilson Lins                         | Fundamental I e II                                   |
| Escola Municipal Infantil Chapeuzinho Vermelho       | Educação Infantil                                    |
| Escola Municipal Infantil Tia Anastácia              | Educação Infantil                                    |
| Sociedade Pestalozzi de Remanso                      | Educação Especial                                    |

### Ensino superior e técnico
Remanso possui diversas instituições particulares de ensino superior, ofertando cursos na área da educação, administração, entre outros. A cidade também possui um polo da Universidade Aberta do Brasil, que atua de modo presencial e EAD por meio da UNIVASF. 
Em 2024, por meio do Novo PAC do governo federal, o município foi contemplado com um polo do Instituto Federal Baiano, garantindo receber cursos superiores e técnicos. 
No âmbito técnico, Remanso conta com o Centro Tecnológico SE7E, que oferta cursos presenciais na área da saúde. 
| Nome                                                | Modalidade de ensino |
| --------------------------------------------------- | -------------------- |
| Faculdade Alfredo Nasser (UNIFAN)                   | Presencial           |
| Universidade Norte do Paraná (UNOPAR)               | EAD                  |
| Universidade Aberta do Brasil (UAB)                 | Presencial e EAD     |
| Estácio                                             | EAD                  |
| Centro Universitário Leonardo da Vinci (UNIASSELVI) | EAD                  |
| Universidade Cesumar (UNICESUMAR)                   | Híbrido e EAD        |

## Personalidades
Entre os remansenses ilustres estão:
- Professor Alcides, político;
- Afrísio Vieira Lima, político.